# Машарова, Татьяна Викторовна
Машарова Татьяна Викторовна (род. 1958) — доктор педагогических наук, профессор, профессор Департамента педагогики Института педагогики и психологии образования ФГОУ ВО «Московский городской педагогический университет».

## Биография
Машарова Татьяна Викторовна родилась 2 марта 1958 года в городе Котельнич Кировской области.
В 1980 году с отличием окончила естественно-географический факультет Кировского государственного педагогического института, в 1997 году — факультет прикладной психологии этого же вуза.
В 1991 году окончила очную аспирантуру Московского педагогического государственного института, в 1999 году — докторантуру Ярославского государственного педагогического университета имени К. Д. Ушинского.
Доктор педагогических наук (1999), профессор (2000), действительный член Российской академии естественных наук (2005). 2 образования по переподготовке — тьютор и менеджер. Руководитель регионального отделения всероссийского общества психологов России.
С 1980 по 1987 год работала организатором внеклассной и внешкольной воспитательной работы в школе №29 г. Кирова .Руководитель экспериментальных образовательных площадок Кировской области (1991-2001).В Кировском государственном педагогическом институте (переименован в Вятский государственный педагогический университет и позднее в Вятский государственный гуманитарный университет) с 1987 года:ассистент,старший преподаватель (1991),доцент (1993),зав.кафедрой (1996-1997) педагогики,доцент (1999),профессор (2000) по кафедре педагогики.С 2001 года проректор по учебно-воспитательной работе в Вятском государственном гуманитарном университете . С 2010 по 2012 годы — начальник управления инноваций и стратегического развития Вятского государственного университета.
C 2012 по 2016 годы — ректор Института развития образования Кировской области.
С 2016 по 2017 годы — профессор кафедры психологии и педагогики ФГБОУ ВО «Кировский государственный медицинский университет».
С 2017 по настоящее время — профессор Департамента педагогики Института педагогики и психологии образования ФГОУ ВО «Московский городской педагогический университет».
Член диссертационного совета Д 212.094.02 по присуждению ученой степени доктора педагогических наук по специальности 13.00.01 «Общая педагогика, история педагогики и образования» и 13.00.08 «Теория и методика профессионального образования» при Костромском государственном университете имени Н.А. Некрасова.
Член Волго-Вятского регионального научного центра Российской академии образования (РАО). Включена в Национальный реестр экспертов по оценке качества образования (2007).
Имеет сертификат федерального эксперта по качеству профессионального образования (2010). Член профессиональной психотерапевтической лиги. Является экспертом Рособрнадзора.

## Научная деятельность
Под научным руководством Татьяны Викторовны Машаровой защищены 1 докторская и 35 кандидатских диссертаций. Многие её ученики в настоящее время составляют костяк профессорско-преподавательского состава Вятского государственного университета и Института развития образования Кировской области.
Татьяна Викторовна автор научных и научно-методических работ, посвящённых проблемам педагогических технологий, концептуальных основ воспитания студентов. Автор более 350 опубликованных работ, в том числе:
- монографий — 11;
- учебных пособий — 32;
- методических разработок — 19;
- научных и методических статей — 162;
- тезисов докладов — 98.

### Область научных интересов

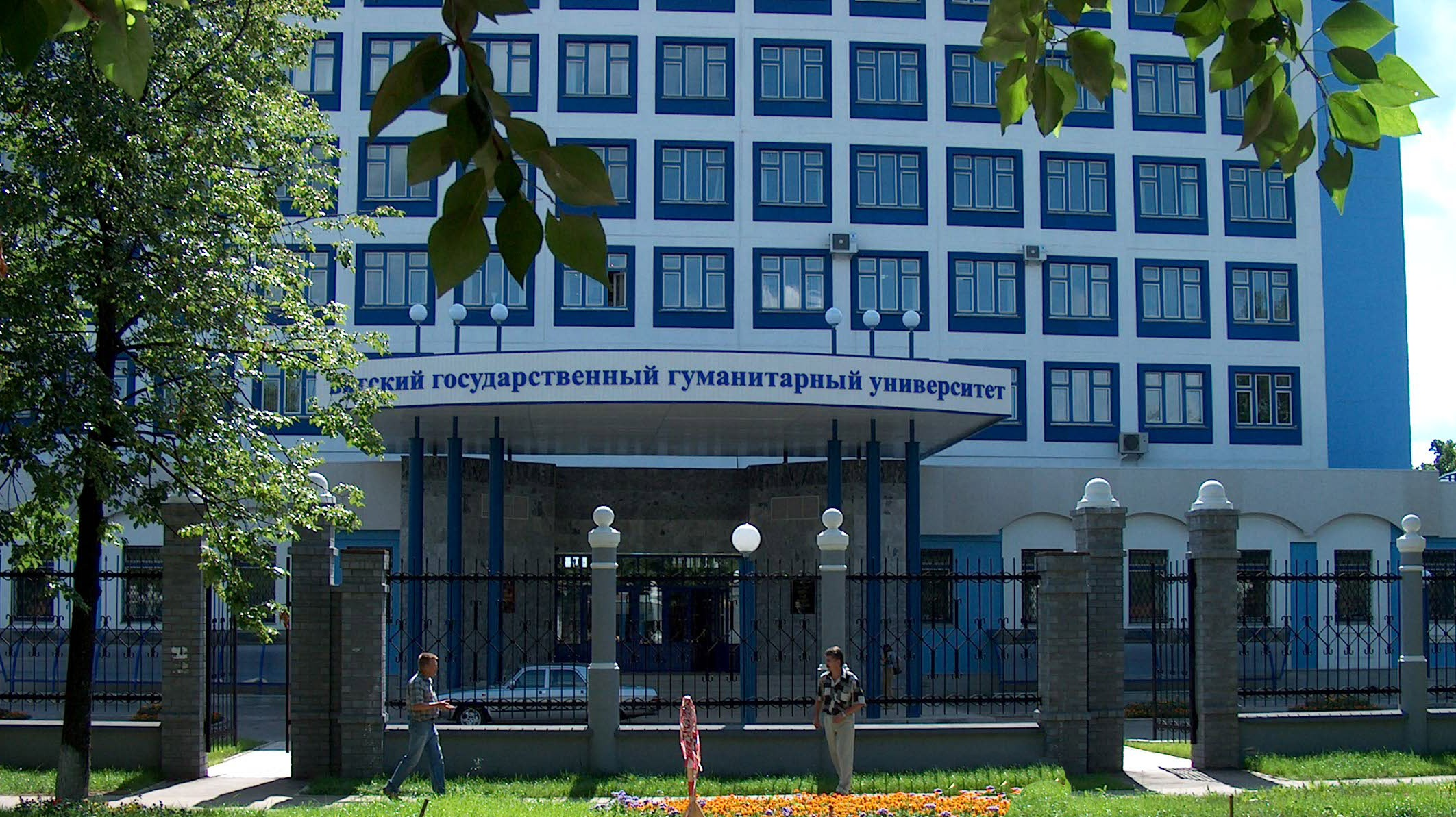
Главный корпус ВятГГУ

- методология личностно-ориентированного обучения, педагогические технологии обучения;
- социальное самоопределение личности в учебной деятельности;
- концептуальные основы воспитания студентов в вузе;
- проблема формирования интеллигентности как ведущего качества личности специалиста;
- психолого-педагогическая основа подготовки будущего специалиста к профессиональной деятельности.

Создана и функционирует научная школа по вышеперечисленным научным направлениям.

## Награды
За заслуги в области научно-педагогической деятельности Татьяна Викторовна Машарова награждена медалью К. Д. Ушинского, нагрудным знаком «Отличник народного просвещения», нагрудным знаком «За социальное партнерство». Её вклад в подготовку научно-педагогических кадров отмечен нагрудным знаком «Почётный работник высшего профессионального образования Российской Федерации», Почетной грамотой Законодательного собрания Кировской области (недоступная ссылка) и грамотой Комитета по молодёжной политике Кировской области.